# Cissus australijski
Cissus australijski (Cissus antarctica) – gatunek rośliny z rodziny winoroślowatych (Vitaceae). W naturze występuje w wilgotnych regionach wschodniej Australii, od północno-wschodnich regionów Queenslandu po południowo-wschodnie krańce Nowej Południowej Walii. Preferuje górskie, wilgotne lasy na wysokości 700–1000 m n.p.m. W wielu innych regionach świata, np. w cieplejszych regionach Stanów Zjednoczonych czy Europy sadzony jako ozdobna roślina ogrodowa. W Polsce, podobnie jak kilka innych gatunków z tego rodzaju, uprawiany wyłącznie jako roślina doniczkowa.

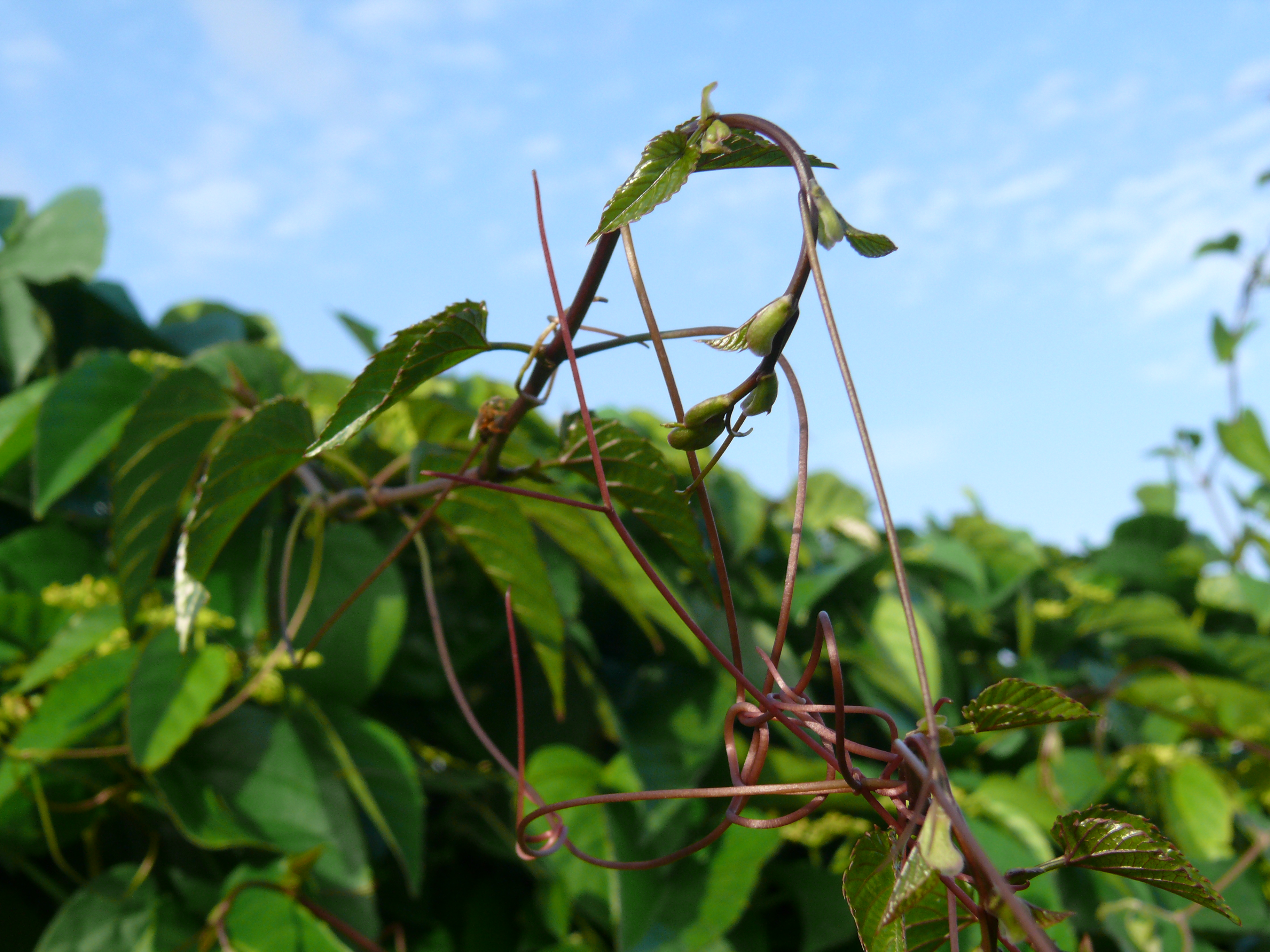
Pędy cissusa australijskiego z widocznymi wąsami czepnymi

## Morfologia
PokrójRoślina o budowie luźnego pnącza, o długich, wzniesionych pędach. Podczas wzrostu tylko częściowo korzysta z naturalnych podpór.
ŁodygaPędy wzniesione, smukłe, drewniejące. Wytwarzają typowe dla rodziny winoroślowatych wąsy czepne, które są na końcu rozwidlone, pojawiają się naprzeciw liści. Szczytowe partie pędów owłosione. U nasady pęd może sięgać do 8 cm średnicy.
LiścieParzyste przylistki są niepozorne (2–3 mm), owłosione i utrzymują się krótko. Liście pojedyncze, mniej lub bardziej ząbkowane, owalne lub sercowate osadzone są na ogonkach długości 1–2,5 cm. Blaszki liściowe mierzą 5 do 13 cm długości i 3,5 do 8,5 cm szerokości. Zarówno ogonki liściowe jak dolna strona blaszek pokryte są rdzawymi lub czerwono-brązowymi włoskami.
KwiatyKwiatostan baldachokształtny, owłosiony, z licznymi, drobnymi kwiatami o średnicy 5–6 mm. Płatki barwy jasnożółtej długości 1,5–2 mm. Pręciki długości 1–1,25 mm zakończone pylnikami 0,5–1 mm. Podstawa kwiatu (dysk) mięsista, otacza podstawę zalążni.
OwoceNiewielkie, kuliste jagody o średnicy około 9 mm. Zawierają dwa nasiona o wymiarach 5x7 mm, otoczone zielonym miąższem. Dojrzałe owoce barwy granatowej. Są cierpkie w smaku, chętnie zjadane przez ptaki. W uprawie domowej kwitnie i owocuje niezwykle rzadko.

## Uprawa
Jedna z najprostszych w uprawie roślin: dość szybko rośnie i znosi niekorzystne warunki w mieszkaniach. Miejsce najlepiej półcieniste, bez bezpośredniego słońca. Należy utrzymywać stałą wilgotność podłoża. Temperatura najlepiej nie za wysoka, w granicach 15–20 °C, zimą znoszą spadki do 8 °C. Nawozić umiarkowanie w okresie wegetacyjnym. Rozmnaża się łatwo przez sadzonki wierzchołkowe z dorosłych pędów. Podatny na niektóre szkodniki: przędziorki, roztocze, mszyce.